# Фабянки (гміна)
Гміна Фаб'янкі (пол. Gmina Fabianki) — сільська гміна у північній Польщі. Належить до Влоцлавського повіту Куявсько-Поморського воєводства.
Станом на 31 грудня 2011 у гміні проживало 9527 осіб.

## Площа
Згідно з даними за 2007 рік площа гміни становила 76.10 км², у тому числі:
- орні землі: 69.00%
- ліси: 21.00%

Таким чином, площа гміни становить 5.17% площі повіту.

## Населення
Станом на 31 грудня 2011:
| Опис     | Загалом | Загалом | Чоловіки | Чоловіки | Жінки | Жінки |
| -------- | ------- | ------- | -------- | -------- | ----- | ----- |
| одиниця  | осіб    | %       | осіб     | %        | осіб  | %     |
| все      | 9527    | 100     | 4755     | 49.91    | 4772  | 50.09 |
| міське   | 0       | 100     | 0        |          | 0     |       |
| сільське | 9527    | 100     | 4755     | 49.91    | 4772  | 50.09 |

## Сусідні гміни
Гміна Фаб'янкі межує з такими гмінами: Бобровники, Добжинь-над-Віслою, Ліпно, Вельґе.